# Demétrio I Sóter
Demétrio I Sóter (em grego clássico: Δημητριος Σωτήρ; romaniz.: Demetrios Sotér; lit. "Demétrio, o Salvador"; (187 a.C. - 150 a.C.), foi um rei da dinastia selêucida que reinou de 161 a.C. a 150 a.C.. Era filho do rei Seleuco IV e da rainha Laódice IV.

## Reinado
Demétrio Sóter foi enviado a Roma como refém durante o reinado de seu pai, Seleuco IV Filopátor. Após a morte se seu pai em 175 a.C., Antíoco IV Epifânio aproveitou o cativeiro de Demétrio para tomar o trono. Demétrio escapou do cativeiro, com o auxílio de alguns senadores, do estadista e historiador grego Políbio e do soberano Ptolomeu VI Filómetor do Egito. Ele aportou na cidade litorânea de Trípoli com uns poucos homens, de lá marchou para Antioquia, de onde logo teve a posse, pois os povos lhe receberam com alegria e lhe entregaram o rei Antíoco V Eupátor e Lísias que foram assassinados por ordem do rei. Segundo o relato de I Macabeus, Demétrio não quis ver as faces deles. Depois de submeter e matar o rei Antíoco V Eupátor, seu primo, ele se estabeleceu como rei do trono sírio, mas não pôde ganhar a simpatia dos romanos. Pelo contrário, o senado romano permitiu que o sátrapa Timarco assumisse o título real. Timarco conseguiu, com a ajuda de Artaxias I, conquistar toda a Babilônia, governando de forma cruel.
Demétrio adquiriu seu sobrenome de Sóter, ou Salvador, dos babilônios, que ele salvou da tirania do sátrapa médio, Timarco. Timarco, que ele próprio tinha designado para a defesa da Média contra o avanço dos partos, parece ter tratado a ascensão de Demétrio como uma desculpa para se declarar um rei independente e estender seu domínio na Babilônia. Suas forças não foram o bastante para o rei selêucida: Demétrio derrotou e matou Timarco em 160 a.C., O Império Selêucida foi temporariamente unido. Nesse mesmo ano o senado o reconheceu como rei.
Demétrio foi morto por Alexandre Balas, que o sucedeu.